# Poppenberg (Briloner Höhen)
Der Poppenberg ist ein 605 m ü. NHN hoher Berg der Briloner Höhen im Süderbergland. Er liegt bei Brilon im nordrhein-westfälischen Hochsauerlandkreis.

## Geographie

### Lage
Der Poppenberg gehört zu einem in West-Ost-Richtung verlaufenden Höhenzug der Briloner Höhen, der die Briloner Hochfläche umschließt. Sein Hauptgipfel liegt etwa 2 km südlich vom Zentrum der Stadt Brilon, 0,8 km westlich von Poppenberg (Wohngebiet südsüdöstlich der Kernstadt) und 1,1 km nordöstlich des Ortsteils Gudenhagen-Petersborn.
Wenig ausgeprägte Nebengipfel des Poppenbergs sind eine etwa 0,5 km westlich gelegene Kuppe (576 m), eine 900 m südwestlich befindliche Kuppe (566 m) und der 900 m südöstlich liegende Gudenhagener Poppenberg (564 m). Wie der Poppenberg gehören sie zu den Briloner Höhen.
Auf der Ostflanke des Poppenbergs liegt das Naturschutzgebiet Poppenberg (NSG-Nr. 389864), das 2007 gegründet wurde und 0,68 ha groß ist.

### Naturräumliche Zuordnung
Der Poppenberg liegt in der naturräumlichen Haupteinheitengruppe Süderbergland (Nr. 33) auf der Grenze des Naturraums Briloner Kalkplatten (Briloner Kalkplateau) (334.70; im Norden und Nordosten), die in der Haupteinheit Nordsauerländer Oberland (334) zur Untereinheit Briloner Land (334.7) gehört, zur Untereinheit Oberruhrgesenke (335.0; im Südwesten), die zur Haupteinheit Sauerländer Senken (335) zählt. Seine Landschaft fällt nach Süden und Südosten in der Haupteinheit Ostsauerländer Gebirgsrand (332) und in der Untereinheit Diemel-Bergland (332.7) in den Naturraum Padberger Schweiz (332.70) ab.

### Wasserscheide und Fließgewässer
Über den Poppenberg verläuft die Rhein-Weser-Wasserscheide. An seiner Ostflanke entspringt unmittelbar beim Wohngebiet Poppenberg die Möhne, die nach kurzem Verlauf durch den Briloner Kurpark die Kernstadt Brilons erreicht, und südlich des Berges entspringt die Hillbringse, welche den Berg in weitem Bogen nordwestwärts umfließt und vor den Aamühlen in die Aa mündet. Die genannten Flüsse entwässern über Möhne und Ruhr in den Rhein. Die südöstlich des Bergs entspringenden kurzen Wasserläufe, wie der Bach vom Petersborn, fließen über Hängemecke, Hoppecke und Diemel in die Weser.

## Sonstiges
Etwa 150 m ostnordöstlich vom Poppenberggipfel befinden sich ein Umsetzer, eine Skihütte und die Bergstation (ca. 595 m) eines Skilifts, dessen Skipiste den Nordhang des Berges hinunterführt. Südlich des Gipfels befindet sich ein ehemaliger, längst von Bäumen bewachsener Steinbruch. Östlich und südlich des Berges führt in den Tälern von Möhne- und Hillbringse ein Abschnitt des Rothaarsteigs vorbei, ein insbesondere über den Hauptkamm des Rothaargebirges von Brilon in Richtung Süden nach Dillenburg verlaufender Fernwanderweg.